# 察柯·阿旺扎巴

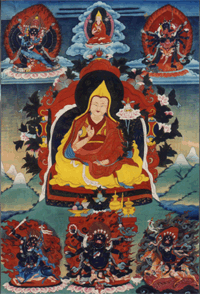
大藏寺内的察柯·阿旺扎巴唐卡

察柯·阿旺扎巴（嘉絨語拼音：tsha-kho ngag-dbang grag-pa），又被称为阿旺札巴，是宗喀巴四大弟子之一。

## 生平
- 1365年在嘉绒藏族地区出生今阿坝州小金县。阿旺扎巴幼年本信奉西藏的原始信仰苯教，並因資質聰敏及其才學而在幼年時已相當有名氣。[1]
- 1381年到拉萨学经书，拜宗喀巴为师。依止格鲁派初祖宗喀巴學法及受僧戒，次第學習因明、般若、俱舍、中觀及律學等佛法，又受灌修持各部密法，獲得顯密各種成就，得宗喀巴賜號"堪欽（Khenchen）"，即"大方丈"之意。在宗喀巴的其中兩大弘法事業，建立甘丹寺及創辦拉薩廣願法會（自1409年始，一年一度舉行，集聚數萬僧人及十數萬居士共同祈願，場面盛大），阿旺扎巴都是主要負責人之一。[1]
- 1409年，宗喀巴與阿旺扎巴二師徒在拉薩大昭寺著名的觀音聖像（稱爲"天成五尊觀音"像）前，修持大悲觀音齋戒禁食閉關（Nyung-lay），宗喀巴囑阿旺扎巴觀察睡夢內容。阿旺扎巴在晚上夢到天上降下一雙白螺，二螺合而爲一後跌入他的懷中，他信手取來向東方一吹，螺聲震動整個東方。第二天，阿旺扎巴向宗喀巴描述夢境，宗喀巴回答說：“這是一個吉祥的夢兆，預言你的弘法因緣在你的家鄉--西藏東部，而且弘法事業將十分廣大，能利益很多當地的衆生！夢見吹螺表示你必將弘法；向東方而吹表義你應在西藏東部弘法；宏亮的螺聲是預言你的弘法事業將廣大而成功。”[1]
- 1410年阿旺扎巴离开拉萨回到嘉绒地区，离别之前，宗喀巴赠送了108颗念珠给他，由此阿旺扎巴发誓要在嘉绒地区建立108座格鲁派寺院。他当年修建了阿兑寺（嘉絨語拼音：a-'dus dgon-pa），嘉绒地区第一座格鲁派寺庙。
- 1414年修建了第108座寺庙，大藏寺（嘉絨語拼音：da-tshang dgon-pa），[2] 在今马尔康县城正北大藏乡春口村，经大郎足沟至沙尔宗乡的林场公路54公里处以西一侧。
- 阿旺扎巴在建成大藏寺一段日子后，便把住持之任务交予第二任方丈却吉札巴（Choje Drakpa，即“自在法王”之意），自己则继续云游弘法，令格鲁派的教法在当地广泛地弘扬起来。最后，他在离马尔康县城不远的茶谷寺圆寂，其遗体被供奉于塔内至1930年代被毁。在1983年，第十世班禅为该寺捐资，又重新把阿旺扎巴遗体幸存的一些部份封入新塔，此塔至今仍在。阿旺扎巴的头盖骨上有一个天然显现的藏文‘唵’字，清楚可见。这块圣骨现在被寻回而供于大藏寺内。在茶谷寺内，除阿旺扎巴灵塔，还供有大藏寺第二代方丈却吉札巴的灵塔。寺外的林中，有一棵巨大的柏树。据说这棵树本来是阿旺扎巴的手杖，在五百多年前被他插在地上而长成了今天所见的大树。[3]

## 与宗喀巴的关系
历史上阿旺扎巴的名字似乎比较少听到，大部份人对宗喀巴的另外两个弟子贾曹志及嘉察志比较熟悉，这是因为阿旺扎巴在格鲁派形成的早期便已遵师命返嘉绒弘法、并未在拉萨地区活跃之故。有观点认为，阿旺扎巴是宗喀巴的心子。在宗喀巴的多种传记中，阿旺扎巴被称为“宗喀巴之最初四徒”之一。在格鲁派中极为重要的著作《道之三主要》、《常啼菩萨传》及《成就怖畏金刚十三尊仪轨》，都是宗喀巴特别为阿旺扎巴而着造的。在《道之三主要》中，宗喀巴还少有地表露亲切情感，称阿旺扎巴为“吾子”。宗喀巴从未对其他弟子以同样的字眼称谓。在另一著作中，宗喀巴应允于自己圆满成佛后，把“第一口正法甘露”授予阿旺扎巴。